# スーパーヒーロー・パンツマン
スーパーヒーロー・パンツマン（英語：Captain Underpants）（略称：パンツマン）は米国の作家、イラストレーターであるデイブ・ピルキー(Dav Pilkey)による児童文学シリーズである。
スピンオフとして『ドッグマン』（英語：Dog Man）シリーズも出版されている。

## 概要
このシリーズには2人の小学4年生、George Beard（略称：ジョージ）とHarold Hutchins（略称：ハロルド）、パンツマンが登場する。パンツマンはジョージとハロルドの漫画に登場するスーパーヒーローだが、ジョージとハロルドが誇大妄想的な校長Mr. Krupp（クラップ）に催眠術をかけることで現実のものになる。
シリーズには10作の本編と3作のスピンオフ編があり、2007年に雑誌Disney Adventuresの子供によって選ばれた作品大賞を獲得した。またドリームワークス・アニメーションが映画化する権利を得ている。日本では木坂涼によって翻訳されている。

## 登場人物

### 主人公
- ジョージ・ビアードとハロルド・ハッチンス（英語：George Beard & Harold Hutchins）

2人の小学4年生の悪ふざけ屋で、隣同士に住んでいる大の仲良し。2人はツリーハウス・コミックスという漫画製作会社を始めた。学校では頻繁に秘書室に出入りして最新作の漫画のコピーを作っては校庭で売ったりしている。ジョージはネクタイと角刈りにした頭が、ハロルドはTシャツと失敗したような髪型が特徴でどの話もそれをネタにしたギャグで始まっている。スーパーおしめベビーブックという本（英：Super Diaper Baby book）によるとジョージは9歳半で、ハロルドは10歳。彼らはジェロームホルウィッツ（英語： Jerome Horwitz）小学校の4年生だが、この小学校では創意工夫や愉快なことは禁止されている。（偶然にもこの小学校の名前は三ばか大将で知られる米国のコメディアン、ボードビリアンのCurly Howardの生誕地である。） 「パンツマンvsくいこみウーマンあやうしパンツパワー！」  (Captain Underpants and the Wrath of the Wicked Wedgie Woman; 意味：食い込み婦人の激怒）という本によれば彼らの成績はBからCである。。彼らはクルップ（英語：Krupp）校長との間で頻繁にもめ事を起こしている。
- ベンジャミン・クラップ校長（略称： クラップ校長）（英語：Benjamin Krupp）

太ったとても厳しいジェロームホルウィッツ小学校の校長先生で（少なくと危機的な状態にない時には）最たる敵役である。理由は語られないがクラップ校長は子供を毛嫌いしていてジョージとハロルドの悪ふざけから小学校を守ろうとしている。彼が子供に対してそう意地が悪い理由は不明である。最初の本でジョージとハロルドに意地悪した仕返しに彼らに催眠術をかけられ、スーパーヒーロー・パンツマンになった。彼らが校長を元に戻そうとして失敗した結果、誰かが指を鳴らすとパンツマンに、水をかけるとクラップになるようになってしまった。自分がスーパーヒーローであることを知らず、さらに9冊目の本によればパンツマンが実際に存在することも知らない。「パンツマンvsおもらし教授あんたのお名前なんてーの？」(Captain Underpants and the Perilous Plot of Professor Poopypants)で下の名前の愛称が"Benny"であることが明らかにされた。またSuper Diaper Baby 2によれば子供の頃から「How the Grinch Stole Christmas!」という本がお気に入りである。Captain Underpants and the Terrifying Re-Turn of Tippy Tinkletrousersで下の名前がBenjaminであることがわかった。
- スーパーヒーロー・パンツマン(英語: Captain Underpants)

クラップ校長のオルター・エゴ（分身）が催眠術をかけられた時にパンツマンになるが、これは ジョージとハロルドによって作られた。彼はいつもパンツを穿き、黒いポルカドット（中くらいの大きさの水玉模様）をもった赤いケープをまとっている。 クラップ校長が指のパチンをいう音を聞くといつも、パンツマンに変身する。また、水に濡れると校長に変身する。元々彼はスーパーパワーは持っていなかった。（彼がもっていたと信じていても）、それでジョージとハロルドは校長がパンツマンに変身するときに彼が怪我をしないようにジョージをハロルドはフォローしなければならない。 パンツマンはその怪力をCaptain Underpantsという本の3冊目で分かったがそれは、彼がExtra Strength Super Power Juiceというジュースを宇宙船内で飲んでからである。パンツマンは校長の軽い側面と考えられているが、彼は誰に対しても親切で特に子供には親切である。「パンツマン」ではそのマンガ本で校長はパンツマンの全てを知っているように見える。この事はこの二人の子供が何年もわたって読んだ 数百のマンが本で真実とわかる。
- スールー（英語：Sulu、性別：メス）とクラッカーズ（英語：Crackers）

ジョージとハロルドのペット。スールーはメルヴィン（英語： Melvin）'の棄てられたペットで強力なハムスターで、彼が噛みつこうとしたスールーに 大声でとなったが、後にジョージとハロルドのペットケツァルコアトルスとなった。これらペットはメルヴィン・スイードリィ（英語：Melvin Sneedly）のタイムマシーン、,に乗ってまにあって帰ってきた時にスールーは「The Big, Bad Battle of the Bionic Booger Boy, Part 1」誌において現れた。クラッカーズ（注：単数）は最初に「'The Big, Bad Battle of the Bionic Booger Boy, Part 2に出た。スールーは端的にいって悪党でエビル・ジョージ（英語： Evil George 、悪いジョージ）と悪いハロルド（英語： Evil Harold）が催眠術をかけた後に Preposteroud Plight of the Purple Potty People誌に出現した。クラッカーズも催眠術にかけられたが、悪党にはならなかった。というのは彼が女性であったからで、これは「パンツマンと悪女の復讐」に現れたように、女性には催眠術は反対効果がある。（クラッカーズは別の宇宙にいたが、催眠は元々の宇宙からきたものである）スールーとクラッカーズはジョージとハロルドとクラップのタイムトラベルの戦いにティッピイ ティンクトローザース（英語： Tippy Tinkletrousers）についって、彼が巨人になって原子爆弾を活性化したら、彼は13.8 billion yearsも元に戻され宇宙を作ったビッグバンまたはビッグカーブルーシュ（英語： Big Ka-Bloosh）で吹き飛ばされた。このビッグバンはクラッカーズが3つの卵を産む前である。
- メルヴィン スニードリイ（英語：Melvin Sneedly）

ジョージとハロルドのダサい強敵。彼は苛立たせる窃盗で、機械的な天才で、学校の秀才で、告げ口屋である。彼は最初「Captain Underpants and the Attack of the Talking Toilets」という本に出てきた。そこでは科学博覧会があっていて「PATSY-2000」を発明していた。その4冊目では、かれはアホの名前である「Pinky Pizzabrain」を名乗った。彼は蝶ネクタイとメガネをかけた子供である。第6冊目(Captain Underpants and the Big, Bad Battle of the Bionic Booger Boy, Part 1) では主な悪役。すなわち、 The Night of the Nasty Nostril Nuggetsにおきまして、彼自身をサイボーグ的な鼻くそ野郎に変身してしまうのであります。そのパート2では、滑稽なロボ鼻くそ野郎の復讐であります。メルヴィンはKruppと体を入れ替えて力を得る。しかし,パンツマンに会うとその力を失うのであります。「Purple Potty People」におきましては、メルヴィンは全く賢くない。第7冊目では、彼がおこしたトラブルで結局追っかけられるのであります。第9冊目ではメルヴィンはジョージとハロルドの事をコートで話すのですがメルヴィンはその本には現れません。10冊目の終わりには、彼は触手を持ってスーツを着て現れるが、彼は過去からタイムトラベルで来ているという。彼の未来の運命はまだわからない。
| 登場人物       | 初登場 | 登場している本 |
| -------------- | ------ | -------------- |
| ジョージ       | 第1巻  | 全ての本       |
| ハロルド       | 第1巻  | 全ての本       |
| パンツマン     | 第1巻  | 全ての本       |
| クラップ校長   | 第1巻  | 全ての本       |
| スールー       | 第6巻  | 6-10巻         |
| クラッカーズ   | 第7巻  | 7-10巻         |
| Melvin Sneedly | 第2巻  | 2-10巻         |

### 脇役
- ミズ・タラ・リッブル（英語：Ms. Tara Ribble）

ジョージとハルルドの小学4年生の女教師。第1冊目では名前がない。5冊目ではジョージとハロルドが間違って不良少女といったので悪魔に転じた、が、これはこのマンガの性格でもある。後に二人は3D Hypno-Ringを用いてこの教師を良い人、幸福な人に変えてしまったが、教師は毎日新鮮に焼いたクッキーをクラスに持ってくることになる。リッブル先生の好物のアイスクリームの味は固まった豆腐であり、これは5冊目の本にでてくる。彼女は殆ど校長と結婚直前となったが、校長がバカな鼻を、持っているので拒絶した。（彼女も同様の鼻をもっていた）。6冊目にも表れて病気になる。7冊目と8冊目には現れない。9冊目では校長とMr. Fyde と会う。リブルという名前はミゼラブルの語呂合わせであり、Tera Ribbleはテリブルの語呂合わせである。
- ミスター・ミーナー（英語：Mr. Meaner）

ジェローム ホルウィッツ小学校（英語：Jerome Horwitz Elementary School） の体操の教師。太っていて、性格は校長先生に似る。校長に似て、生徒には無慈悲である、生徒にはわめく。名前はmisdemeanor（微罪）からきている。ジョージとハロルドはこの体育の先生は嫌いで、襲ったり、怪物に殺させたりしているが、誰も気にしない。
- ミス・エディス・アンスロープ（英語：Miss Edith Anthrope）

学校の秘書であり時々悪いムードになる。この学校の他の先生と同様、生徒には不親切である。また、同様、少々太りすぎであるが、他の先生のようにグロテスクではない。 彼女はリッブル先生と校長先生の結婚を応援した。彼女の名前はmisanthrope 人間不信からきている。が、彼女のフルネームはEat it and throw up からきている。第7冊目で、校長先生に不親切なことは、彼の下着で彼を縛り首にしたことでわかる。
- ミスター・モーテイ・ファイド（英語：Mr. Morty Fyde）

学校の理科の教師。彼は「パンツマンvsおもらし教授あんたのお名前なんてーの？」誌で辞めてしまう。彼は他の先生と違って生徒に無慈悲ではないが、どちらかといえばバカである。Mr. Fyde はmortified（はずかしめをうける）のごろ合わせである。彼は話すトイレットから食べられてしっまうのではないかと想像して第4冊で辞めてしまう。また彼は学校中緑のねばねばした、行儀の悪い子だらけになったことを想像した。また、多数の雪だるまがジョージとハロルドを追っかけたり、太ったはげ親父が下着で窓から飛び出したりと考えた。第9冊目ではジョージとハロルドの事で法廷に立ち、新聞のニュースになった。ファイデは、狂気になって、「Left Jerome Horowitz Elementary School for the greener pastures of The Piqua Valley Home for the Reality-Challenged.」と叫んだ。
- ミスター・レクテッド（英語：Mr. Rected）

同じく小学校の教師。彼は学校のガイダンスのカウンセラー（英語：guidance counsellor）。 彼の名前は「misdirected」（意味：目標を誤った）からきている。彼は第4冊目と5冊目に背仏言する。彼の姿は出てくるが第8冊目は発現がない。
- ミズ・ガイデッド（英語：Ms. Guided）

同じく教師である。教える教科は不明。名前は「misguided」（誤り導かれた）からきている。彼女は第5冊目にでてくる。また、4冊目と8冊目にもでてくる。
- ボクサー・ボーイ（英語：Boxer Boy）と大祖母ガードル（英語：Great Granny Girdle）

第8冊目に出現する。ボクサー・ボーイはハロルドの祖母で、ガードルはジョージの大祖母。 彼女らは孫を助けるためにCaptain Blunderpants と戦う。ジョージとハロルドは祖母の日のディナーで誤ってスーパーパワージュースを与えてしまう。
- ランチレディズ（英語：Lunch Ladies）

ランチレディズは殆どの本で主要な役割は果たさないが「Captain Underpants and the Invasion of the Incredibly Naughty Cafeteria Ladies from Outer Space (and the Subsequent Assault of the Equally Evil Lunchroom Zombie Nerds)|third book」という本のプロットに出てくる。うち2人の名前は Ms. Creant と Mrs. DePoint,である。これは which are puns on 「miscreant 」と "misses the pointからきている。 3番目の婦人の名前はわからない。彼女達はジョージとハロルドが行う怖いことに耐えられず、出ていくことになる。その本とは'Captain Underpants and the Night of the Living Lunch Ladiesという本である。. Zorx, Klax と Jennifer は職業について世界に羽ばたいていこうとする。
- ミスシンガーブレインズ（英語： Singerbrains）

図書館の館員である。 1冊の本を除いて本を禁止し、図書館を閉めてしまう。彼女の名前はmissing her brainsからきている。第7冊で首になるが第8冊で首がつながる。

### 悪党たち
- おもらし教授（英語： Dr.Diaper）

狂った科学者でレーザーマチック2000というもので月を吹っ飛ばそうという小児的に考えている。それは、 大きな塊となって大きな都市に落ちてくる。この大混沌で、彼は地球を占領してしまうだろう。彼は第4冊目にちょっとだけ出現する。そこで、刑務所に入所しているプーピパント教授（英語： Professor Poopypants）に会い、刑務所入所者と一緒に、彼の名前を笑ったので、教授は怒り狂った。教授の名前は Tippy Tinkletrousersとなり歴史を変更させる。 おもらし教授は月を吹き飛ばすことに成功するが「話すトイレット」から食べられてしまう。歴史はまた、反対になってしまう。彼は第1冊目の悪漢である。
- おもらし教授の悪いロボット

このロボットはおもらし教授によりダイアモンドを盗むために作られた。エネルギー源はLasermatic 2000である。ロボットは校長を誘拐した（校長は彼がパンツマンだという催眠術を掛けられた）。ロボットはジョージとハロルドにより破壊された。彼らは第1冊目では二次的な悪漢である。
- ターボ トイレ 2000（英語：The Turbo-Toilet 2000）

ジョージとハロルドが作った巨大なトイレットで、彼らが現実の世界に、改造写真コピー機で作ったものである。ターボトイレットの計画は パンツマンを食って彼のしゃべるトイレットという軍隊で世界を征服することである。しかし、彼は負けてウーラノスに吹き飛ばされ、第4冊目の本ではプーピーパンツ教授が持っていたことを新聞が報じ、この記事にはウラーヌスに話すトイレットがあって、第7冊目にPiqua Order Of Professional Space Interplanetary Explorers" (POOPSIE)というものが話すトイレットを見つけたという。この本のシリーズにギャクがあって、それは悪漢がウラーヌスに送られるというものである。彼はまた第2冊目の悪漢でもあり、11冊目の本で帰されるであろう。
- しゃべるトイレ（英語：The Talking Toilets）

獰猛な鋭い毒牙があるトイレットであって、ターボトイレット2000のために働く。しゃべるトイレはその学校の教師を食べてしまったが、学校のカフェテリアで食事を与えられると、死ぬ前で意識はないが、害はうけていない教師を吐き出してしまう。  Tinkletrousers が歴史を変える時、世界を征服し、ゾンビの悪漢から殺される前におもらし教授を食べる。しかし、歴史は再び回復する。第2冊目の悪漢の話である。.
- Zorx, Klax and Jennifer

3人の宇宙人で、頭は蛙、顔は蛇、触手は蛸で、脚のないウミウシの様な体、世界を征服しようと生徒と教師が考えて作りだした巨大なゾンビの軍隊である。彼らは恐ろしいUFOの爆発で吹き飛ばされた。別の次元の話では、Poopypants教授の消防手である。Tippy Tinkletrousers が歴史を変えた時、宿命が変えられ、ゾンビの悪漢をものすごいサイズに成長させた。しかし、ティッピーは歴史を元に戻すだろう。彼らは3巻の主な悪漢である。
- 悲運の Dandelion

ダンデライオン（英語：dandelion） は宇宙人の高速成長ジュースを飲んで巨大な邪悪な怪物になる。パンツマンはそれを倒すために、スーパーパワージュースを飲まねばならないので 、そのジュースはスーパーパワーを与えるものと考えられる。この本の二次的な悪漢である。
- ゾンビジュースの食堂のゾンビ悪漢（英語：The Lunchroom Zombie Nerds of the Zombi Juice）

ランチを食べた後、ゾンビミルクシェーキをZorx, Klax とJenniferは生徒と教師に飲ませ、その結果心のない危険なゾンビとなってしまった。 ゾンビを巨人にするために、宇宙人は高速成長ジュースを使おうとしたが、それは世界を征服するためである。宇宙人は敗れ、ジョージとハロルドはゾンビビールを飲んで正常のサイズになった。 Tippy Tinkletrousers が歴史を変えた時、巨人になって世界を征服した。ティッピイが歴史を逆にすると、これは元に戻った。
- Pippy Pee-Pee Poopypants教授 (後に Tippy Tinkletrousersとして知られる)

優秀な科学者であるが不幸にも外国からきて、そこでは皆が馬鹿げた名前をもっている。 彼の名前のせいで、アメリカの大学では真面目に考えられていない。それで、この小学校にMr. Fydeが辞めてから教えに来ている。 しかしながら、彼は精神に異常をきたし、常に面白くなってこの惑星に馬鹿な名前をつけようとしている。彼は巨大なパンツマンに負かされ、刑務所に行く羽目になった。 ジョージとハロルドは名前を変えるように強要したが、そっちの方がばかげている。別のディメンションでは、彼は宇宙人と一緒に消防手になる。 彼は第4巻、9巻の主要な悪漢であり、第10巻では主な悪役になる。ティッピーは8巻の最後で急に戻るがジョージ、ハロルド、スールーとクラッカーズを追っかけ始める。9巻目で判るが、彼は未来からアクシデントで来たのである。9巻目では、刑務所にいるパンツマンを破壊する目的でティッピーはロボースーツを作る。（以下略）
- 小さいチッピイ（英語：Tiny Tippy）(後にSupa Mega Tippyとして知られる)

Tippy Tinkletrousers が時間に合って旅行をしていた時過去より小さくなったので渾名が、Tiny Tippyとなった。Tippy は彼をシャツのポケットに押し込んだ。クラップとジョージ、ハロルドとスールー、クラッカーズが逃れた時に、ティッピイはタイニィティッピイに逃れる5分前にスパイするように頼んだ。（以下略）
- ちょっと若いTiny Tippy

Tippy が Tiny Tippy を過去の国に送った時、もう一つのTippyができた。Tippyはは彼に対してと、彼の古いselfに対して 極めてぞんざいであった。それで、彼とTiny TippyはTippyに逆戻りする計画を建てた。しかしながら、 Supa Mega Tippyは彼を裏切って、彼に逆戻りしようとした。 ちょっと若い Tiny Tippy は、ロボパンツシステムを装備した。このことで氷河時代が訪れた。こっと若い Tiny Tippy は。大きくなろうとしたが、120フィートの所で止まった。（以下略）
- 食い込みパンツの女性

ジョージとハロルドが作った悪漢ではあるが、彼らの先生Ms. Ribbleに基づいている。-ジョージとハロルドがその先生ミズ リブルを基にした悪い女性。2回目の3D Hypno-Ringでの災難で、 真実のリブル先生は彼女は本当はWedgie Woman （食い込みパンツの女性）と確信してしまった。最初は彼女はスーパーパワーはなかったが、スーパーパワージュースウで髪の毛が変化し、超髪の毛がもつれ込んだし、また超知能（英語：Super-intelligence）が得られた。彼女はジョージとハロルドにより正常に返り、ナイスになり、クラスにはチョコレートクッキーを毎日焼くようになった。彼女は第5冊目の悪漢である。
- ロボ ジョージとハロルド2000

Wedgie Womanがジョージとハロルドに基づいて作った二つの巨大なロボット。Wedgie Woman（食い込みパンツの女性）,に忠実である。二人とも強力な武器をたくさんもっており、Tra-la-laaa!"という言葉を聞くとTra-la-laaa!、スーパーヒーロー・パンツマンを滅ぼすようなプログラム設定になっている。このロボットはハロルドの2000というもので破壊された。第5冊にでてくる二次的な悪漢である。
- Bionic Booger Boy (Melvin Sneedly) （意味：機械で強化した鼻くそ野郎）

Melvin Sneedlyと粘液とロボットを混ぜ合わせたもので、発明のテストで作られた。馬鹿な太ったSnoddyがティッシュウを投げた時に、彼が最も嫌っていたものだったのでBionic Booger Boyは気が狂った。彼は大きくなり、不快になって、復讐を試みる。彼はスールー、ジョージ、ハロルドSneedlyより壊されるが、その途中で、メルヴィンとクラップは入れ替わる。彼は第6冊目の悪漢である。
- Carl, Trixie and Frankenbooger (The Three Robo-Boogers)

Boogersは、パンツマンを滅ぼそうとしていた。彼らは全てBionic Booger Boyからきている。彼らはオレンジに弱点をもっているが、パンツマンはそれを用いて彼ら、生きた粘膜を滅ぼした。カールは脚をトリクシーは触手をフランケンブーガーは腕を持っている。彼らは何か食べると大きくなり、より邪悪になる。彼らは第7冊目の主要な悪漢である。
- キャプテン ブランダーパンツ（英語：Captain Blunderpants）

スーパーヒーロー・パンツマンの正反対なもの。別の局面で、世界を滅ぼそうとしたり、パンツマンを殺そうとしたりする。彼は鬘をもっていて、クラップ校長の様に振舞うが、クラップ校長は良い人である。彼はBoxer Boy and Great-Granny Girdleに負けてしまう。また彼の変身は、水がかかれば、悪いブランダーパンツにないr、誰かが指を鳴らすと、良いクラップになる。
- 悪いジョージと悪いハロルド（英語：Evil George and Evil Harold）

ジョージとハロルドの悪人版。（以下略）
- キッパー クラップ（英語：Kipper Krupp）

6年生のガキ大将で校長の甥。ジョージとハロルドを幼稚園時代いじめた。彼はCaptain Underpants and the Terrifying Re-Turn of Tippy Tinkletrousersうという本にでてくる。ジョージとハロルドが彼に幽霊がついていると信じ込ませたら、彼は方針を変えた。Tippy Tinkletrousers が幽霊に似たロボットの所にいって、歴史を変えた時に、キッパーと彼の友達は気が狂った。そしてPiqua Valley Homeに送られたが。校長は責任をとらされ、首になったが、それで地球は破滅した。しかしティッピイが間にあって帰ってきて、全てをフリーズしたので、全てが元に戻った。
- The Bullies （Finkstien, Bugg and Loogie）

キッパーの友人でジョージとハロルドとの友人でもある。彼らは第9版に現れる。 （以下略）

## パンツマンの本
スーパーヒーロー・パンツマンの小説は頭韻法を第2巻から使っているが、例外は3冊目である。その長い題は以後の本でジョークとなって笑われている。

### パンツマンの小説
1. 「パンツマンたんじょうのひみつ」 (The Adventures of Captain Underpants) (1997)
2. 「パンツマンvs巨大トイレロボ」  (Captain Underpants and the Attack of the Talking Toilets) (1999)
3. 「パンツマンvs恐怖のオバちゃんエイリアン」 (Captain Underpants and the Invasion of the Incredibly Naughty Cafeteria Ladies from Outer Space (and the Subsequent Assault of the Equally Evil Lunchroom Zombie Nerds)) (1999)
4. 「パンツマンvsおもらし教授あんたのお名前なんてーの？」  Captain Underpants and the Perilous Plot of Professor Poopypants (2000)
5. 「パンツマンvsくいこみウーマンあやうしパンツパワー！」  Captain Underpants and the Wrath of the Wicked Wedgie Woman (2001)
6. Captain Underpants and the Big, Bad Battle of the Bionic Booger Boy|Captain Underpants and the Big, Bad Battle of the Bionic Booger Boy, Part 1: The Night of the Nasty Nostril Nuggets (2003)
7. Captain Underpants and the Big, Bad Battle of the Bionic Booger Boy|Captain Underpants and the Big, Bad Battle of the Bionic Booger Boy, Part 2: The Revenge of the Ridiculous Robo-Boogers (2003)
8. Captain Underpants and the Preposterous Plight of the Purple Potty People (2006)
9. Captain Underpants and the Terrifying Re-Turn of Tippy Tinkletrousers (2012)[2]
10. Captain Underpants and the Revolting Revenge of the Radioactive Robo-Boxers (2013)[3]
11. Captain Underpants and the Tyrannical Retaliation of the Turbo Toilet 2000 (August 26, 2014)[4]
12. Captain Underpants and the Sensational Saga of Sir Stinks-A-Lot (August 2015)[4]

### パンツマンの活動の本
1. The Captain Underpants Extra-Crunchy Book o' Fun (2001)
2. The All-New Captain Underpants Extra-Crunchy Book o' Fun 2 (2002)
3. Captain Underpants Cartoon-O-Rama #1: Heroes, Villains, and Super Creeps (TBA)

### Super Diaper Baby の小説
1. The Adventures of Super Diaper Baby (2002)
2. The Adventures of Super Diaper Baby#Sequel|Super Diaper Baby 2: The Invasion of the Potty Snatchers (2011)

### Ook と Glukの小説
1. The Adventures of Ook and Gluk: Kung-Fu Cavemen from the Future (2010)
2. The Adventures of Ook and Gluk Jr.: Kung-Fu Cavekids in Outer Space (TBA)

### パンツマン全集
1. The Adventures of Captain Underpants: Collectors' Edition (2005)
2. Captain Underpants and the Attack of the Talking Toilets: Collectors' Edition (2007)
3. Captain Underpants and the Invasion of the Incredibly Naughty Cafeteria Ladies from Outer Space (and the Subsequent Assault of the Equally Evil Lunchroom Zombie Nerds)|Captain Underpants and the Invasion of the Incredibly Naughty Cafeteria Ladies from Outer Space: Collectors' Edition (2008)

### パンツマン・コレクション
- The Tra-La-La Riffic Captain Underpants Collection/The First Captain Underpants Collection (Books 1-4; 1997–2000)
- The Second Captain Underpants Collection/The Tra-La-Larious Captain Underpants  (Books 5-7 & Super Diaper Baby; 2001–2003)
- Captain Underpants: Three Pantastic Novels in One (Books 1-3; 1997–1999)
- The New Captain Underpants Collection (Books 1-5; 1997–2001)
- The Tra-La-La Tramendous Captain Underpants Collection (Books 5-8; 2001–2006)
- The Complete Captain Underpants Collection (Books 1-8; 1997–2006)
- The Captain Underpants Collectors' Edition Collection (Books 1-3 + 3 CD-Roms; 1997–1999, 2005–2008)

## 論争

### 本の読書禁止
スーパーヒーロー･パンツマンは アメリカ図書館協会 によると2012年の間で最も問題になった本（most frequently challenged） であった。to be the most frequently challenged books in the year 2012. 作者Dav Pilkeyは彼のwebsiteで述べたのであるが、アメリカ図書館協会によると、常識的でない、この年齢にふさわしくない、権威に従わなくなるという理由で幾つかの学校で読書禁止となった。

### コスチューム
2006年に, パンツマンのハローインの衣装はロングビーチ高校（ニューヨーク）で、問題を起こした。3人の女学生がパンツマンの衣装で現れ、その学校の校長Nicholas Restivoは全ての学生にその衣装の禁止をした。 The three girls put on beige leotards and nude stockings under white briefs and red capes. 校長によると、その外観は裸であるということであった。

## 発行中止期間
最初の数冊は普通に発行されていたが、9冊目の「Captain Underpants and the Terrifying Return of Tippy Tinkletrousers」は2012年まで発行されなくて、6年間待った。この期間、作者Dav Pilkeyは重篤の父親を看病したが、父親は2008年に亡くなった。2009年に作者は,Scholastic社と4冊の新しい本の発行にサインをした。最初の「The Adventures of Ook and Gluk: Kung-Fu Cavemen from the Future」は2010年8月10日に刊行された。2冊目は「Super Diaper Baby 2: The Invasion of the Potty Snatchers」であり2011年6月28日に刊行された。3冊目は「Captain Underpants and the Terrifying Return of Tippy Tinkletrousers」は2012年8月28日発行。4冊目は「Captain Underpants and the Revolting Revenge of the Radioactive Robo-Boxers」で2013年1月16日発行。

## 映画
2011年10月、 ドリームワークス・アニメーション（英語：DreamWorks Animation）という会社 が「パンツマン」に基づいた映画化の権利を取得した。2013年10月に、 監督はRob Letterman、脚本はNicholas Stollerと発表された。映画は2017年06月02日に全米公開された。

## アニメーション
このシリーズは、2018年7月13日にNetflixでストリーミングを介して最初にリリースされました。

## 反応
アメリカ合衆国の批評家達は1997年に初版がでてから、パンツマンを標的にした。
アメリカ図書館協会の知的自由協会はこの本が図書館の中で2012年に最も禁止になったと述べた。児童の父兄は、この本は小学校の児童にはふさわしくない言葉を使っていると非難している。
Jessica Roakeは雑誌Slateにおけるある記事で、この本は若い読者に好適であると論じている。彼女は若い読者が読書をする上で、初めて理解しえて、面白く思い、癒されるので惹きつけられていると書いた。 これは、子供たちにとってであり、我々大人にとって、ではない。子供たちは自分たちのこととして感じ、特別な関係を持っているのであるが、我々は英語の教師に子供たちにこの本を読むように勧めるべきであろう。

## アメリカ合衆国以外で扱っている出版社
- Brazil: Cosac & Naify
- Canada, Argentina, Mexico, UK, Ireland, Hong Kong, India, Australia, New Zealand: Scholastic
- Catalan: Editorial Cruilla, a division of Ediciones SM, バルセロナ
- China: Nanhai Publishing Company
- Hong Kong: Thinkingdom/New Buds
- Taiwan: Commonwealth
- Czech: Egmont
- Danish: Forlaget Sesam, a division of Egmont
- Finland: Tammi (publishing company)
- France: Le Petit Musc, a division of Playbac, パリ
- German: Ueberreuter, ウイーン
- Greek: Modern Times
- Iceland: JPV Forlag
- Indonesia: Gramedia
- Israel: Kineret
- Italy: Piemme (Captain Underpants), Salani (Super Diaper Baby)
- Japan: 徳間書店 訳者は木坂涼
  - スーパーヒーロー・パンツマン デイブ・ピルキー 徳間書店 パンツマンたんじょうのひみつ 2003.10 パンツマンvs巨大トイレロボ 2003.10 (2) パンツマンVS恐怖のオバちゃんエイリアン 2003.12 (3) パンツマンvsおもらし教授 あんたのお名前なんてーの? 2004.2 (4) パンツマンvsくいこみウーマン あやうしパンツパワー! 2004.4 (5)
- Japan: 飛鳥新社 訳者は中井はるの
  - ドッグマン デイブ・ピルキー 飛鳥新社 2019.4
- Korea: Gimm-Young Publishers, Inc.
- Norway: A.W. Damm
- Poland: Egmont
- Portugal: Gradiva
- Romania: Editura National
- Russia: Machiny Tvoreniya Publishing (title: Капитан Подштанник "Kapitan Podshtannik")
- Slovene: Zalozba Mladinska Knjiga
- Spain: Ediciones SM, マドリッド
- Sweden: Egmont Richters
- Thai: Pearl Publishing
- Turkey: A.I. Iletisim/Altin Kitaplar
- United Kingdom